# Karl Otto Müller (Archivar)
Karl Otto Müller (* 13. Mai 1884 in Ravensburg; † 14. Dezember 1960 in Stuttgart) war ein deutscher Archivar und Rechtshistoriker.

## Leben
Müller war ein Sohn des Medizinalrats Karl Müller in Ravensburg, ein Onkel mütterlicherseits war der Jesuit und spätere Kardinal Franz Ehrle. Nach dem Abitur (1902) auf dem dortigen Gymnasium studierte er Jura an der Universität Tübingen sowie in Berlin, München und Leipzig. Seit 1902 war er Mitglied der katholischen Studentenverbindung AV Guestfalia Tübingen. Den juristischen Vorbereitungsdienst absolvierte er ab 1907 am Amts- und Landgericht Ravensburg und in einer Stuttgarter Anwaltskanzlei. 1911 wurde er in Tübingen bei Siegfried Rietschel mit einer rechtshistorischen Arbeit zum Dr. jur. promoviert.
Nach kurzzeitiger Tätigkeit als Rechtsanwalt in Heilbronn trat Müller als Archivsekretär in die württembergische Archivverwaltung ein und erhielt die Leitung des damaligen Staatsfilialarchivs Ludwigsburg, das nach dem Ersten Weltkrieg durch Eingliederung des bis dahin selbständigen Finanzarchivs und des Archivs des Innern und die Übernahme des Schriftguts der vier aufgelösten Kreisregierungen eine erhebliche Vermehrung seiner Bestände erfuhr und zum größten württembergischen Archiv wurde.
1932 wurde Müller als Regierungsrat in an das Staatsarchiv (ab 1938: Hauptstaatsarchiv) Stuttgart versetzt. 1938 erhielt er den Titel eines Staatsarchivrats. Als stellvertretender Leiter des Hauptstaatsarchivs übernahm er dort ebenfalls eine Leitungsfunktion. Zugleich war Müller als Wappenreferent bei der württembergischen Archivdirektion für die Belange der Kommunalheraldik verantwortlich. Bei der Neubesetzung der Leitungsstelle 1933 wurde er jedoch übergangen und erst nach Entlassung des bisherigen Direktors Hermann Haering 1946 durch Ministerpräsident Reinhold Maier rückwirkend zum 1. Januar 1933 zum Direktor des Hauptstaatsarchivs und Leiter der württembergischen Archivdirektion befördert. Im Oktober 1951 wurde er in den Ruhestand versetzt.
Von 1949 bis 1952 war Müller Vorsitzender der Württembergischen Kommission für Landesgeschichte. Sein Nachlass befindet sich im Hauptstaatsarchiv Stuttgart.

## Familie
Müller heiratete 1914 Elisabeth Kiene, eine Tochter des späteren württembergischen Justizministers Johannes Baptist von Kiene. Aus der Ehe gingen fünf Kinder hervor.

## Auszeichnungen
- Bundesverdienstkreuz 1. Klasse (1956)

## Veröffentlichungen (Auswahl)
- Zur Geschichte des peinlichen Prozesses in Schwaben im späteren Mittelalter. Tübingen 1910.
- Die oberschwäbischen Reichsstädte. Ihre Entstehung und ältere Verfassung. Dissertation, Stuttgart 1912.
- Aktenstücke zur Geschichte der Reformation in Ravensburg von 1523 bis 1577. Münster 1914 (Digitalisat)
- Die älteren Stadtrechte von Leutkirch und Isny. Stuttgart 1914 (Digitalisat).
- Die älteren Stadtrechte der Reichsstadt Ravensburg. Nebst der Waldseer Stadtrechtshandschrift und den Satzungen des Ravensburger Denkbuchs. Stuttgart 1924 (Digitalisat).
- Nördlinger Stadtrechte des Mittelalters. München 1933 (Digitalisat).
- Altwürttembergische Urbare aus der Zeit Graf Eberhards des Greiners 1344–1392. Stuttgart 1934.
- Gesamtübersicht über die Bestände der staatlichen Archive Württembergs in planmässiger Einteilung. Mit einer Übersicht über die Geschichte der württembergischen staatlichen Archive und einer Liste der württembergischen staatlichen Archivare. Stuttgart 1937.
- Urkundenregesten des Prämonstratenserklosters Adelberg (1178–1536). Stuttgart 1949.
- Welthandelsbräuche (1480–1540) (= Deutsche Handelsakten des Mittelalters und der Neuzeit. Band 5). Stuttgart 1934; Neudruck Wiesbaden 1962.
- Quellen zur Verwaltungs- und Wirtschaftsgeschichte der Grafschaft Hohenberg. Vom Übergang an Österreich (1381) bis zum Ende der reichsstädtischen Pfandschaft (1454). 2 Bände. Stuttgart 1953.
- Quellen zur Handelsgeschichte der Paumgartner von Augsburg (1480–1570). Wiesbaden 1955.
- Beschreibung (Status) der Kommenden der Deutschordensballei Elsaß-Schwaben-Burgund im Jahre 1393. Stuttgart 1958.